# Feng (Shaanxi)
Feng léase: Fóng (en chino:凤县; pinyin; Fēng Xiàn lit; Condado Fénix) también conocida como Fengzhou (凤州) , nombre antiguo de la zona, es un condado bajo la administración directa de la ciudad-prefectura de Baoji, provincia de Shaanxi, centro geográfico de la República Popular China. Feng yace en los pliegues de la cordillera Qin con una altitud promedio en la zona urbana en forma de Y con 960 m s. n. m. , en las riberas del río Jialing.  Su área total es de 3187 km² y su población proyectada para 2018 llegó a 107 300 habitantes.

## Administración
Desde 2018 el condado Feng se dividen en 9 pueblos  , que se administran en poblados.

## Geografía
El condado Feng está ubicado en el suroeste de la provincia de Shaanxi , limita con la provincia de Gansu en el oeste. El condado se extiende 80.5 kilómetros de norte a sur y 70.9 kilómetros de este a oeste, abarcado un área total 3187 kilómetros cuadrados, su elevación va desde los 900 m s. n. m. hasta 2700 metros. Según el relieve, el condado se puede dividir en tres unidades geomorfológicas; montañas medias, bajas y cuencas. 
Feng está a 297 kilómetros de la capital provincial, Xi'an en el noreste y a 102 kilómetros del centro de Baoji. 

## Clima
El condado de Fengxian es de clima cálido y templado de montaña. Bajo la influencia de la circulación atmosférica y la barrera Qinling, las características del clima se caracterizan por cambios verticales, pequeñas diferencias de microclima, condiciones fototérmicas insuficientes, precipitación concentrada y distribución desigual, el invierno no es frío y no hay un verano caluroso.
La luz solar anual del condado es de 1840.3 horas y la tasa anual de luz solar es del 42%. Es la región con la menor cantidad de luz solar de todo Baoji. En verano, la luz solar es de 581.9 horas, lo que representa el 31.6% de la luz solar anual, la luz de otoño es de 367.1 horas, el 20% de la luz solar anual. 
La precipitación anual promedio en el condado de Fengxian es de 613.2 mm. La precipitación está estrechamente relacionada con la altitud, la topografía y la forma de relieve. Por cada 100 metros de elevación, la precipitación aumenta en aproximadamente 55.2 mm. Por lo tanto, la precipitación en el norte es la mayor, seguida por el sur y el oeste.
Debido a  a la cordillera Qinling que funciona como barrera, el condado Feng se ve menos afectado por el anticiclón de Mongolia. Los vientos del este y suroeste prevalecen durante todo el año.

## Hidrología
El condado de Feng pertenece a la cuenca del río Yangtse. Hay 714 ríos y arroyos con una longitud total de 2394,4 kilómetros y una densidad de 0,75 kilómetros por kilómetro cuadrado.